# Lewis O. Barrows
Lewis Orin Barrows (* 7. Juni 1893 in Newport, Maine; † 30. Januar 1967 in Pittsfield, Maine) war ein US-amerikanischer Politiker und von 1937 bis 1941 Gouverneur des Bundesstaates Maine.

## Frühe Jahre und politischer Aufstieg
Nach der Grundschule studierte Barrows an der University of Maine. Danach war er zwölf Jahre lang Kämmerer der Stadt Newport. Als Mitglied der Republikanischen Partei saß er im Jahr 1926 in deren Staatsvorstand für Maine. Zwischen 1927 und 1933 war er Mitglied des Beraterstabs des Gouverneurs; von 1935 bis 1936 war er Secretary of State in diesem Bundesstaat.

## Gouverneur von Maine
1936 wurde Lewis Barrows als Kandidat seiner Partei zum neuen Gouverneur gewählt. Er trat sein Amt am 6. Januar 1937 an und konnte es nach einer Wiederwahl im Jahr 1938 bis zum 1. Januar 1941 ausüben. In dieser Zeit konnte er sich Bundeszuschüsse zum Bau neuer Brücken, Autobahnen und öffentlichen Gebäuden sichern. Es gelang ihm auch, die Staatsverschuldung abzubauen und einen ausgeglichenen Haushalt aufzustellen. Die Schulpolitik wurde durch einen höheren Etat gefördert und das Rentensystem verbessert. Auch die Befugnisse der Kommission zur Weiterentwicklung Maines wurden erweitert.
Nach Ablauf seiner Amtszeit zog sich Barrows aus der Politik zurück. In den folgenden Jahren arbeitete er für die Liberty Mutual Insurance Company, eine in Boston ansässige Versicherungsgesellschaft. Ex-Gouverneur Barrows verstarb am 30. Januar 1967. Er war mit Pauline Henderson verheiratet, mit der er ein Kind hatte.